# Lèagre
Lèagre (grec antic: Λέαγρος, llatí: Leagrus), fill de Glaucó, fou un atleta grec que, juntament amb Sòfanes, va dirigir un cos de colons atenesos que es volien establir a Amfípolis, i que van morir tots a Dàton l'any 465 aC. En parlen Pausànies i Tucídides.
Va deixar un fill, de nom Glaucó, que juntament amb l'orador Andòcides va dirigir l'expedició d'ajut a Còrcira el 432 aC.